# L'Axe lourd
 (juin 2025).
La mise en forme du texte ne suit pas les recommandations de Wikipédia : il faut le « wikifier ».
Les points d'amélioration suivants sont les cas les plus fréquents :
- Les titres sont pré-formatés par le logiciel. Ils ne sont ni en capitales, ni en gras.
- Le texte ne doit pas être écrit en capitales (les noms de famille non plus), ni en gras, ni en italique, ni en « petit »…
- Le gras n'est utilisé que pour surligner le titre de l'article dans l'introduction, une seule fois.
- L'italique est rarement utilisé : mots en langue étrangère, titres d'œuvres, noms de bateaux, etc.
- Les citations ne sont pas en italique mais en corps de texte normal. Elles sont entourées par des guillemets français : « et ».
- Les listes à puces sont à éviter, des paragraphes rédigés étant largement préférés. Les tableaux sont à réserver à la présentation de données structurées (résultats, etc.).
- Les appels de note de bas de page (petits chiffres en exposant, introduits par l'outil «  Source ») sont à placer entre la fin de phrase et le point final[comme ça].
- Les liens internes (vers d'autres articles de Wikipédia) sont à choisir avec parcimonie. Créez des liens vers des articles approfondissant le sujet. Les termes génériques sans rapport avec le sujet sont à éviter, ainsi que les répétitions de liens vers un même terme.
- Les liens externes sont à placer uniquement dans une section « Liens externes », à la fin de l'article. Ces liens sont à choisir avec parcimonie suivant les règles définies. Si un lien sert de source à l'article, son insertion dans le texte est à faire par les notes de bas de page.
- La présentation des références doit suivre les conventions bibliographiques. Il est recommandé d'utiliser les modèles {{Ouvrage}}, {{Chapitre}}, {{Article}}, {{Lien web}} et/ou {{Bibliographie}}. Le mode d'édition visuel peut mettre en forme automatiquement les références.
- Insérer une infobox (cadre d'informations à droite) n'est pas obligatoire pour parachever la mise en page.

Pour une aide détaillée, merci de consulter Aide:Wikification.
Si vous pensez que ces points ont été résolus, vous pouvez retirer ce bandeau et améliorer la mise en forme d'un autre article.
Pour plus de détails, voir Fiche technique et Distribution.
L'Axe lourd (The Highway) est un film d'action camerounais réalisé par Nkeng Stephens et sorti en 2023. 

## Synopsis
En 2035, Le Njuana, un pays imaginaire d'Afrique de l'Ouest où une pierre de rubis unique en son genre resurgit une décennie plus tard après avoir été déclarée disparue. Un gang déterminé à s'en prendre à un convoi militaire dans le but de lui dérober cette pierre précieuse aux multiples superpouvoirs dont celui de restaurer la vie fait face à Elijah et ses trois acolytes qui se dressent en véritables adversaires. Commence alors une histoire de cupidité, de trahison, de choix difficiles, de fureur et de rédemption.

## Distribution
- Elvis Achiri
- Fonteh Mbi Collins
- Frida Ewongo
- Nabil Fongod : Jeff
- Zoe Elora Ebai Mayohchou
- Sama Ndango
- Marie Jeanne Nock
- Anurin Nwunembom
- Nelly Bihmimihney
- Duala Duala : Elijah
- Ewube
- Charlotte Gobina
- Mic Monsta
- Philippe Nkouaya : Philjohn
- Mr Leo
- Nicodeme Eddy Toukam

## Fiche technique
- Titre original : The Highway
- Titre en français : L'Axe lourd
- Date de sortie : 7 janvier 2023 (Cameroun)
- Réalisation : Nkeng Stephens
- Scénario : Duala Duala, Bidbilla Peter Nwanyama
- Musique : Philippe Nkouaya
- Pays :  Cameroun
- Genre : action
- Langue : français, anglais

## Accueil
Le film suscite un vif enthousiasme dès la diffusion de ses premières images, notamment grâce à la qualité des scènes d'action, des chorégraphies et des mouvements de caméra, qui ont été comparés à des productions hollywoodiennes à gros budget. Les critiques et les cinéphiles saluent son réalisme, ses décors attractifs et son étalonnage sombre et rugueux, qui encrent le film dans l'univers du thriller d'action,,. Sortie en 2023 au Cameroun, il est décrit comme l'un des films les plus attendus et commentés de l'année, recueillant des « salves d'applaudissements » de la part des critiques, des professionnels et des amateurs du cinéma.